# ليه لأ (مسلسل)
ليه لأ مسلسل مصري درامي اجتماعي من بطولة العديد من الفنانين المصريين، يتألف من 3 مواسم ويطرح العديد من القضايا والمشاكل الاجتماعية التي تعاني منها النساء على وجه الخصوص، حيث يروي كل موسم قصة جديدة ويضم شخصيات مختلفة عن المواسم الأخرى، ولا تقتصر القضايا التي يعالجها المسلسل على تلك التي يعاني منها المجتمع المصري، بل يعكس المشاكل والتحديات التي تواجه النساء بشكل عام في الوطن العربي. 
يتطرق الموسم الأول من مسلسل "ليه لأ" إلى موضوع استقلال المرأة عن عائلتها، بينما يركز الموسم الثاني على قضية الأمومة والتبني، أما الموسم الثالث فيلقي الضوء على فكرة الطلاق والزواج والصعوبات التي تواجهها النساء بهذا الخصوص. إن هذا المسلسل من إنتاج شركة E-producers وبدأ عرضه على منصة شاهد في 3 يونيو 2020، ومن الجدير بالذكر أن الموسم الأول من المسلسل من إخراج مريم أبو عوف.

## الموسم الأول

### القصة
تدور أحداث الموسم الأول من مسلسل "ليه لأ" حول "عليا" التي تقوم بدورها الفنانة أمينة خليل، وتتغير حياتها يوم زفافها حين تهرب من الحفل وتقرر أن تنفصل عن خطيبها "شريف" الذي يؤدي دوره الفنان هاني عادل، لتعيش وحدها مستقلة عن أهلها بشكل نهائي هرباً منهم بسبب تدخلهم المستمر في حياتها وتحكمهم بقراراتها. تتوالى الأحداث بعدها وتشارك "عليا" في مسابقة على أمل الفوز بجائزتها القيّمة، وتبدأ سلسلة من المواقف التي تواجه فيها "عليا" تقاليد المجتمع وتتحداها حتى تعيش حياتها بطريقتها الخاصة، بعيداً عما تفرضه العادات والتقاليد.
تتسارع الأحداث، وتتخلى "عليا" عن وظيفتها لتركز جهودها على المسابقة، كما أنها تبدأ بالعمل كسائقة حتى تتحمل نفقات حياتها الجديدة، وفي هذه الأثناء لا تكف والدتها "سهير" التي تقوم بدورها الفنانة هالة صدقي عن التخطيط لإيجاد طريقة وإعادة ابنتها إلى المنزل، غير أن "عليا" تصرّ على استقلاليتها. تبدأ "عليا" و"حسين"، الذي يقوم بدوره الفنان محمد الشرنوبي، بالتقرب من بعضهما، وبعد فترة وجيزة يتزوجان، ثم تكتشف "عليا" أن "هالة"، التي تلعب دورها الفنانة شيرين رضا، قد اخترعت فكرت المسابقة الوهمية لتشجعها على الاستقلال.
يتناول هذا الموسم من مسلسل "ليه لأ" قضايا عديدة مرتبطة بالمرأة والتحديات التي تواجهها لاسيما إذا رغبت في الاستقلال عن عائلتها، كما أنه يركز على نظرة المجتمع السلبية للمرأة التي ترفض الالتزام بالعادات والتقاليد، ويطرح قضية اختلاف الآراء ووجهات النظر بين الآباء والأبناء والمشكلات التي يمكن أن تنجم عن ذلك.

### طاقم التمثيل
يضم مسلسل "ليه لأ" في موسمه الأول، إلى جانب بطلة العمل أمينة خليل، باقة من الممثلين والفنانين المصريين البارزين، منهم هالة صدقي، شيرين رضا، مريم نعوم، هاني عادل، محمد الشرنوبي، محسن محيي الدين، عمر السعيد، مريم الخشت، بسنت شوقي، عايدة الكاشف، ناردين فرج، عمر الشناوي.
أبرز الشخصيات
أدت الممثلة المصرية أمينة خليل دور البطولة في الموسم الأول من مسلسل "ليه لأ" وذلك من خلال لعب دور شخصية "عليا"، الشابة التي تطمح إلى الاستقلال عن عائلتها وإثبات ذاتها ومواجهة تحديات الحياة بمفردها، وفيما يلي أبرز شخصيات المسلسل:
- عليا (أمينة خليل)
- سهير (هالة صدقي)
- هالة (شيرين رضا)
- شريف (هاني عادل)
- عادل (محمد الشرنوبي)
- نبيل (محسن محيي الدين)
- أحمد (عمر السعيد)
- رضوى (مريم الخشت)
- إنجي (ناردين فرح)
- علي (عمر الشناوي)
- فرح (عايدة الكاشف)
- آدم (صدقي صخر)
- -عبدالله (أحمد حسنين)
- كامل (شريف عواد)
- رشدي (تميم عبده)
- نانسي (بسنت شوقي)
- سامية (لطيفة فهمي)
- مديحة (لبنى ونس)
- هشام (حمدي ندا)
- رهام (جوري بكر)
- سارة (داليا الخوري) [13]

## الموسم الثاني
القصة
تدور أحداث الموسم الثاني من مسلسل "ليه لأ" حول  "ندى"، التي تقوم بدورها الفنانة منة شلبي، وهي طبيبة عيون تساعد المرضى والفقراء، ولكن حياتها تتغير بشكل جذري حين تلجأ إليها فتاة وتطلب منها أن تساعدها وتأخذ ابنتها الرضيعة التي أنجبتها من علاقة غير شرعية حتى لا تُقتَل على يد أهلها، فتجد "ندى" نفسها مجبرة على تحمل مسؤولية الرضيعة وحمايتها، وبعد فترة تقرر أن تكفلها، ولكن سرعان ما تغير رأيها وتكفل طفل آخر، وهو "يونس"، الذي يلعب دوره الطفل سليم مصطفى، بعد أن تعلقت به من اللقاء الأول. 
تتسارع الأحداث، وتجد "ندى" نفسها عرضة لانتقادات العديد من الأشخاص، بما فيهم شقيقها "خالد"، الذي يؤدي دوره الفنان مراد مكرم، وزوجته، كما تعاني من ردود فعل المجتمع السلبية بشكل عام لظاهرة كفالة الطفل وعدم تقبلها، ولكنها لا تعدل عن قرارها ورغبتها بأن تصبح أماً، خاصة في ظل تقدمها بالسن وعدم رغبتها في الزواج. ولكن عندما يهرب "يونس" من المنزل لشعوره بأنه يسبب المشاكل بين"ندى" وشقيقها، تسارع الأخيرة بالبحث عنه بمساعدة "صلاح"، الذي يلعب دوره الفنان أحمد حاتم، وبعد إيجاده، ينجح "صلاح"في إقناع "يونس" بالعودة للعيش مع  "ندى" التي توافق في النهاية على الزواج من "صلاح".
يتناول هذا الموسم من مسلسل "ليه لأ" قضايا عديدة مرتبطة بالعائلة والأمومة والأبوة والمسؤولية والتحديات التي ترافق تربية الأبناء، بالإضافة إلى نظرة المجتمع السلبية للمرأة التي تتأخر في الزواج والضغوط النفسية التي تتعرض لها بسبب ذلك.
طاقم التمثيل
يضم مسلسل "ليه لأ" في موسمه الثالث، إلى جانب بطلة العمل نيللي كريم، مجموعة من الممثلين المصريين البارزين، منهم عايدة رياض، أمير صلاح، فريدة رجب، أحمد طارق، معتز هشام، صلاح عبدالله، إنجي علي، نادين، كمال أدهم، لارا تاكي، حنين سعيد، يوسف عمر، ريم عامر، مروان وليد، يوسف وهبي، جيدا منصور.
أبرز الشخصيات
أدت الممثلة المصرية نيللي كريم دور البطولة في الموسم الثالث من مسلسل "ليه لأ"، وذلك من خلال لعب دور شخصية "شيري"، الأم التي تربي أولادها لوحدها بعد انفصالها عن زوجها، وتواجهها مشاكل عديدة مع ابنها "ياسين"، الذي يقوم بدوره الممثل معتز هاشم، لاسيما معارضته لزواجها مجدداً، وفيما يلي أبرز الشخصيات:
- شيري (نيللي كريم)
- كريم (أحمد طارق)
- ياسمين (فريدة رجب)
- ياسين (معتز هاشم)
- حمزة (أمير صلاح)
- نوشكا (نادين)
- ندى (حنين سعيد)
- درية (عايدة رياض)
- مروان (مروان وليد)
- -شربيني (يوسف عمر)
- محمود (صلاح عبدالله)
- -ليلى (سامية أسعد)
- أفنان (آلاء سنان)
- منة (هديل حسن)
- رانيا  (إنجي علي) [17]

## الموسم الثالث
القصة
تدور أحداث الموسم الثالث من مسلسل "ليه لأ" حول "شيري" التي تقوم بدورها الفنانة نيللي كريم، وحياتها مع أولادها "ياسين" الذي يؤدي دوره الفنان معتز هشام، و"ياسمين" التي تقوم بدورها الفنانة فريدة رجب، وذلك بعد انفصال "شيري" عن والدهما؛ حيث يركز المسلسل على رفض الأبناء لزواج الأم بعد طلاقها، لاسيما بعد أن تتعرف "شيري" على "كريم" الذي يلعب دوره الفنان أحمد طارق، ويعجبان ببعضهما، لكنها تلاقي اعتراضاً من ابنها "ياسين" الذي يرفض وجود أي رجل في حياة والدته، كما أن والدة "كريم" ترفض ارتباط ابنها بامرأة مطلقة ولديها أولاد.
تتسارع الأحداث، وتتوتر العلاقة بين "شيري" وأولادها، خاصة في ظل محاولاتها المستمرة ورغبتها الدائمة بإرضاء ابنها، فترفض عرض "كريم" بالزواج، مما يجعل الأمور أكثر تأزماً، كما يتورط "ياسين" في العديد من المشاكل في الجامعة نتيجة طيشه وسعيه لإثبات نفسه، أما "ياسمين" فتحاول العثور على وظيفة تساعدها على الاستقلال عن عائلتها في ظل إهمال والدتها "شيري" لها واهتمامها بابنها فقط. وبعد مواجهة العديد من المشاكل والتحديات، يتغير سلوك "ياسين" ويوافق على ارتباط "شيري" بـِ "كريم"، وتتحسن علاقته بوالدته.
يتناول هذا الموسم من مسلسل "ليه لأ" قضايا عديدة مرتبطة بالعائلة وتضحية الأمهات لضمان سعادة ورضا أولادهن، والتحديات التي تواجهها المرأة عند تربية أولادها لوحدها في حال انفصالها عن زوجها والضغوطات التي تتعرض لها إذا رغبت في الزواج مرة أخرى.
طاقم التمثيل
يضم مسلسل "ليه لأ" في موسمه الثالث، إلى جانب بطلة العمل نيللي كريم، مجموعة من الممثلين المصريين البارزين، منهم عايدة رياض، أمير صلاح، فريدة رجب، أحمد طارق، معتز هشام، صلاح عبدالله، إنجي علي، نادين، كمال أدهم، لارا تاكي، حنين سعيد، يوسف عمر، ريم عامر، مروان وليد، يوسف وهبي، جيدا منصور.
أبرز الشخصيات
أدت الممثلة المصرية نيللي كريم دور البطولة في الموسم الثالث من مسلسل "ليه لأ"، وذلك من خلال لعب دور شخصية "شيري"، الأم التي تربي أولادها لوحدها بعد انفصالها عن زوجها، وتواجهها مشاكل عديدة مع ابنها "ياسين"، الذي يقوم بدوره الممثل معتز هاشم، لاسيما معارضته لزواجها مجدداً، وفيما يلي أبرز الشخصيات:
- شيري (نيللي كريم)
- كريم (أحمد طارق)
- ياسمين (فريدة رجب)
- ياسين (معتز هاشم)
- حمزة (أمير صلاح)
- نوشكا (نادين)
- ندى (حنين سعيد)
- درية (عايدة رياض)
- مروان (مروان وليد)
- شربيني (يوسف عمر)
- محمود (صلاح عبدالله)
- ليلى (سامية أسعد)
- أفنان (آلاء سنان)
- منة (هديل حسن)
- رانيا  (إنجي علي) [20]

## الممثلون
- أمينة خليل.
- هالة صدقي.
- هاني عادل.
- شيرين رضا.
- محمد الشرنوبي.
- محسن محيي الدين.
- عمر السعيد
- مريم الخشت.
- ناردين فرج.
- عمر الشناوي.
- عايدة الكاشف.
- صدقي صخر.
- أحمد حسنين.
- زياد جلاد.
- شريف عواد.
- تميم عبده.
- بسنت شوقي.
- لطيفة فهمي.